# 嵐皋路駅
座標: 北緯31度15分30秒 東経121度25分1秒 / 北緯31.25833度 東経121.41694度
嵐皋路駅（らんこうろ-えき）は、中華人民共和国上海市普陀区に位置する上海地下鉄7号線の駅である。

## 駅構造
島式ホーム1面2線を有する地下駅。

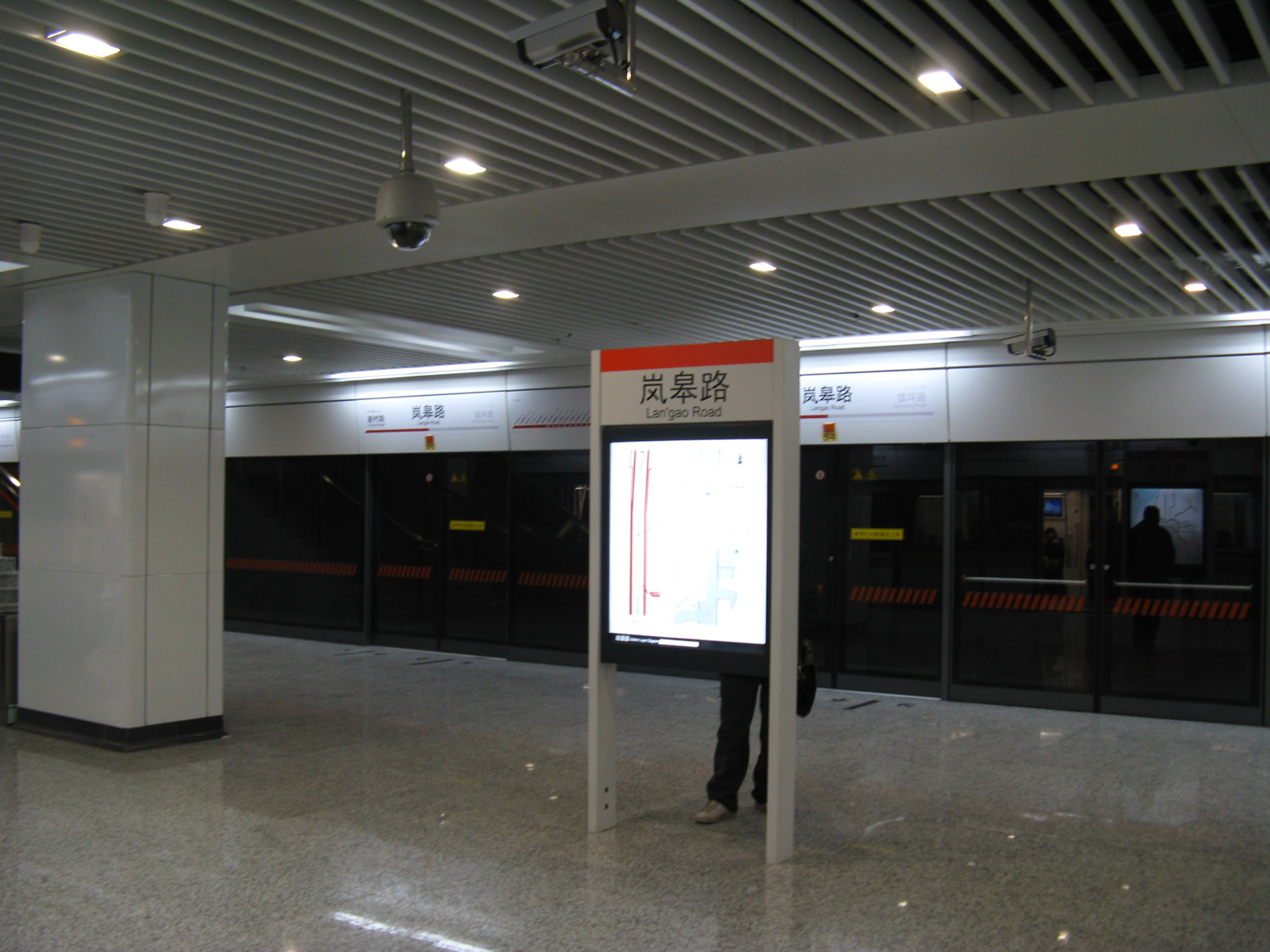
ホーム

## 歴史
- 2009年12月5日 - 開業。

## 隣の駅
上海軌道交通
■7号線
新村路駅 - 嵐皋路駅 - 鎮坪路駅